# Ordem por Mérito à Pátria
A Ordem "Por Mérito à Pátria" (em russo: Орден «За заслуги перед Отечеством»; romaniz.: Orden «Za zaslugi pered Otechestvom») é uma condecoração estatal da Federação da Rússia. Destina-se a agraciar cidadãos por méritos especialmente relevantes relacionados ao fortalecimento da estatalidade russa, ao desenvolvimento socioeconômico do país, à atividade de pesquisa científica, ao desenvolvimento da cultura e da arte, a realizações esportivas notáveis, ao fortalecimento da paz, da amizade e da cooperação entre os povos, bem como por contribuição significativa ao fortalecimento da capacidade de defesa do país. O lema da ordem, "Utilidade, honra e glória", repete o lema da imperial Ordem de São Vladimir.
A Ordem "Por Mérito à Pátria" foi instituída em 2 de março de 1994 pelo Decreto do Presidente da Federação da Rússia n.º 442. De 1994 até a instituição da Ordem do Apóstolo Santo André, o Primeiro Chamado, em 1998 (Decreto do Presidente da Federação da Rússia n.º 757 de 1 de julho de 1998), a Ordem "Por Mérito à Pátria" era a mais alta condecoração estatal da Federação da Rússia.
Em 7 de setembro de 2010 foi emitido o Decreto do Presidente da Federação da Rússia n.º 1099 "Sobre medidas para o aperfeiçoamento do sistema estatal de condecorações da Federação da Rússia". O extenso documento incluiu o regulamento sobre as condecorações estatais do país, o procedimento para sua entrega, guarda, sucessão e estabeleceu a ordem de uso das insígnias. No Estatuto e na descrição da Ordem "Por Mérito à Pátria" também foram introduzidas alterações e complementações.

## Estatuto da Ordem
A Ordem "Por Mérito à Pátria" é concedida a cidadãos por méritos especialmente relevantes relacionados ao fortalecimento da estatalidade russa, ao desenvolvimento socioeconômico do país, à atividade científica e de pesquisa, ao progresso da cultura e da arte, a conquistas esportivas de destaque, ao fortalecimento da paz, da amizade e da cooperação entre os povos, bem como por contribuição significativa para o reforço da defesa nacional.
Por decisão do Presidente da Federação da Rússia, a Ordem "Por Mérito à Pátria" pode ser concedida a cidadãos estrangeiros e a pessoas apátridas.
A Ordem "Por Mérito à Pátria" possui quatro classes: 1.ª classe, 2.ª classe, 3.ª classe e 4.ª classe. A mais alta é a 1.ª classe.
A Ordem "Por Mérito à Pátria" de 1.ª e 2.ª classes possui insígnia e estrela, enquanto a de 3.ª e 4.ª classes possui apenas a insígnia.
A condecoração com a Ordem "Por Mérito à Pátria" é realizada, como regra, de forma sequencial, da classe mais baixa para a mais alta.
As pessoas indicadas para a Ordem "Por Mérito à Pátria" de 4.ª classe devem, em regra, já ter sido agraciadas com a Ordem de Alexandre Nevski.
Por méritos excepcionais perante o Estado, a Ordem "Por Mérito à Pátria" de 4.ª classe pode ser concedida sem a exigência prévia da Ordem de Alexandre Nevski a pessoas que tenham recebido o título de Herói da Federação da Rússia, Herói do Trabalho da Federação da Rússia, Herói da União Soviética ou Herói do Trabalho Socialista, bem como a indivíduos agraciados com as Ordens de São Jorge, da Santa Grande Mártir Catarina, de Suvorov, de Ushakov ou que tenham recebido o título honorário da Federação da Rússia da categoria "popular".
O Presidente da Federação da Rússia pode decidir conceder a Ordem "Por Mérito à Pátria" a uma pessoa que nunca tenha sido agraciada com uma condecoração estatal da Federação da Rússia.
Militares podem ser agraciados com a Ordem "Por Mérito à Pátria" com espadas por distinções em ações de combate. A condecoração com a Ordem "Por Mérito à Pátria" com espadas pode ser feita postumamente.
A concessão da Ordem "Por Mérito à Pátria" de 1.ª e 2.ª classes ocorria, como regra, duas vezes ao ano, associada às celebrações do Dia da Constituição da Federação da Rússia (12 de dezembro) e do Dia da Rússia (12 de junho). Esse ponto perdeu a validade em 19 de novembro de 2021.
A insígnia da Ordem "Por Mérito à Pátria" de 1.ª classe é usada em uma faixa que passa pelo ombro direito. Em desfiles militares e outros eventos oficiais, é permitido aos militares nela participantes usar a insígnia da 1.ª classe na fita ao pescoço. As estrelas da Ordem "Por Mérito à Pátria" de 1.ª e 2.ª classes são usadas no lado esquerdo do peito, posicionadas abaixo das ordens usadas em colchetes, e, caso o agraciado possua a estrela da Ordem de São Jorge, ficam à esquerda dela. Se o agraciado possuir as Ordens "Por Mérito à Pátria" de 1.ª e 2.ª classes, usa-se apenas a estrela da 1.ª classe. As insígnias da Ordem "Por Mérito à Pátria" de 2.ª e 3.ª classes são usadas na fita ao pescoço. A insígnia da 4.ª classe é usada em colchete no lado esquerdo do peito e posicionada após a insígnia da Ordem de São Jorge de 4.ª classe.
Se o agraciado possuir várias classes da Ordem "Por Mérito à Pátria", usa-se apenas a insígnia da classe mais alta, com exceção das insígnias com espadas. Ao ser agraciado com a Ordem "Por Mérito à Pátria", as medalhas dessa mesma ordem não são usadas, salvo a medalha da ordem com espadas. Para ocasiões especiais e possível uso cotidiano, prevê-se o uso da cópia miniaturizada da insígnia da Ordem "Por Mérito à Pátria" de 4.ª classe.
Quando usada, a cópia miniaturizada da insígnia da Ordem "Por Mérito à Pátria" de 4.ª classe é posicionada após a cópia miniaturizada da insígnia da Ordem de São Jorge de 4.ª classe. Ao usar na farda a fita da Ordem "Por Mérito à Pátria" em forma de barra, ela é posicionada após a fita da Ordem de São Jorge. Usa-se apenas a fita correspondente à mais alta classe da ordem que o agraciado possua, exceto as fitas da ordem com espadas. No traje civil, a fita da Ordem "Por Mérito à Pátria" em forma de roseta é usada no lado esquerdo do peito. Nesse caso, usa-se apenas a fita correspondente à classe mais alta da ordem possuída pelo agraciado.

## Descrição

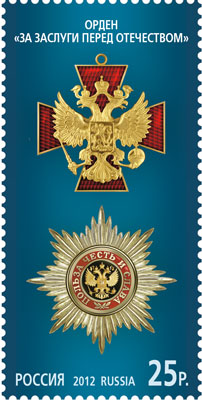
Insígnia e estrela da ordem de 1.ª classe em selo da Rússia de 2012

O autor do desenho da condecoração foi o artista Evguêni Ukhnaliov. A Ordem "Por Mérito à Pátria" de 1.ª e 2.ª classes possui insígnia e estrela, enquanto a de 3.ª e 4.ª classes possui apenas a insígnia. A fita da ordem é de seda moiré, de cor vermelho-escura.
A insígnia da ordem é de prata dourada. Ela tem a forma de uma cruz equilátera com braços alargados, esmaltada em vermelho-rubi na face frontal. Nas bordas da cruz há um filete em relevo estreito. No centro da face frontal encontra-se a imagem em relevo do brasão de armas da Federação da Rússia. No reverso há um medalhão circular com o lema da ordem ao redor: "UTILIDADE, HONRA E GLÓRIA" («ПОЛЬЗА, ЧЕСТЬ И СЛАВА»; POLZA, CHEST' I SLAVA). No centro do medalhão está o ano de instituição da ordem, “1994”. Na parte inferior do medalhão há ramos de louro. Na parte inferior da cruz está gravado o número da insígnia. A distância entre as extremidades da cruz na insígnia da 1.ª classe é de 60 mm. A insígnia é fixada a uma fita de 100 mm de largura, mas quando usada por militares em desfiles e outros eventos oficiais, a fita ao pescoço tem largura de 45 mm. A distância entre as extremidades da cruz na insígnia da 2.ª classe é de 50 mm, sendo fixada a uma fita de 45 mm de largura. A insígnia da 3.ª classe tem também 50 mm entre extremidades e é fixada a uma fita de 24 mm. A da 4.ª classe mede 40 mm entre as extremidades da cruz e é presa por meio de uma fivela e argola a uma montagem pentagonal coberta com fita de 24 mm de largura.
A estrela da ordem é de prata, com oito raios polidos em forma de fachos. No centro da estrela há um medalhão circular de prata com a imagem em relevo dourada do brasão da Federação da Rússia. Ao redor do medalhão, em campo esmaltado vermelho com filete prateado, está o lema acompanhado de ramos de louro. No reverso da estrela, na parte inferior, encontra-se o número da peça. A distância entre os raios opostos da estrela da 1.ª classe é de 82 mm e da 2.ª classe é de 72 mm. A estrela é fixada à roupa por meio de um alfinete.
À insígnia da Ordem "Por Mérito à Pátria", concedida a militares por distinções em ações de combate, são fixadas ao anel sobre a cruz duas espadas douradas cruzadas. Cada espada tem 28 mm de comprimento e 3 mm de largura.
A cópia miniaturizada da insígnia da Ordem "Por Mérito à Pátria" de 4.ª classe é usada em colchete. A distância entre as extremidades da cruz é de 15,4 mm, a altura do colchete desde o vértice inferior até o meio do lado superior é de 19,2 mm, o comprimento do lado superior é de 10 mm, o comprimento de cada um dos lados laterais é de 16 mm e o comprimento de cada um dos lados que formam o ângulo inferior é de 10 mm.
Na cópia miniaturizada da insígnia da Ordem "Por Mérito à Pátria" de 4.ª classe com espadas, ao anel entre o colchete e a cruz são fixadas, por meio de uma fivela, duas espadas douradas cruzadas. Cada espada tem 10,8 mm de comprimento e 1,15 mm de largura.
Ao se usar as fitas da ordem, emprega-se uma barra com altura de 12 mm. A largura da fita é de 45 mm para a 1.ª classe, 32 mm para a 2.ª e 3.ª classes, e 24 mm para a 4.ª classe.
A fita da Ordem "Por Mérito à Pátria" de 1.ª classe, na barra, possui no centro a imagem simbólica em miniatura da estrela da ordem em ouro. A fita da 2.ª classe, na barra, tem no centro a imagem simbólica em miniatura da estrela da ordem em metal prateado. A fita da 3.ª classe, na barra, traz no centro a imagem simbólica em miniatura da insígnia da ordem em metal esmaltado, com o brasão da Federação da Rússia em dourado. A fita da 4.ª classe, na barra, traz no centro a imagem simbólica em miniatura da insígnia da ordem em metal esmaltado, com o brasão da Federação da Rússia em prateado.
A fita da Ordem "Por Mérito à Pátria", quando usada em traje civil, é apresentada na forma de roseta. Na fita da 1.ª classe é fixada a imagem miniaturizada da estrela da ordem, sem que os raios ultrapassem os limites da roseta. O diâmetro da roseta é de 16 mm. Na fita da 2.ª classe, em forma de roseta, fixa-se a imagem miniaturizada da estrela da ordem em metal prateado. O diâmetro da roseta é de 15 mm. A fita da 3.ª classe, em forma de roseta, apresenta no centro a imagem da cruz da ordem em metal esmaltado, com o brasão da Federação da Rússia em dourado. A distância entre as extremidades da cruz é de 13 mm e o diâmetro da roseta é de 15 mm. A fita da 4.ª classe, em forma de roseta, possui no centro a imagem miniaturizada da cruz da ordem em metal esmaltado, com o brasão da Federação da Rússia em prateado. A distância entre as extremidades da cruz é de 13 mm e o diâmetro da roseta é de 15 mm.
Para os agraciados por distinções em ações de combate, na fita da Ordem "Por Mérito à Pátria" com espadas, em forma de roseta, no centro da imagem simbólica da estrela da ordem ou da insígnia da ordem são acrescentadas duas espadas cruzadas, com a cor correspondente à da estrela ou ao brasão da Federação da Rússia presente na insígnia, sem ultrapassar os limites da roseta.

Galeria de retratos
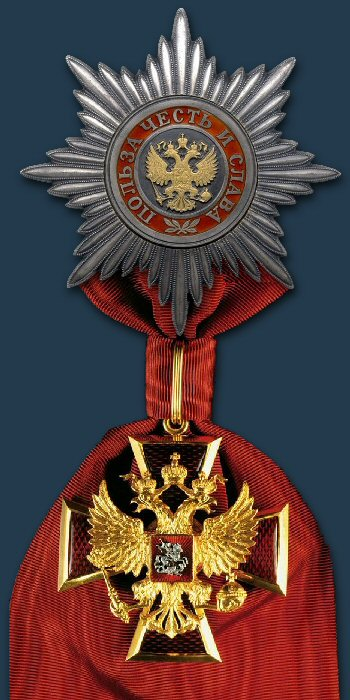
1.ª classe
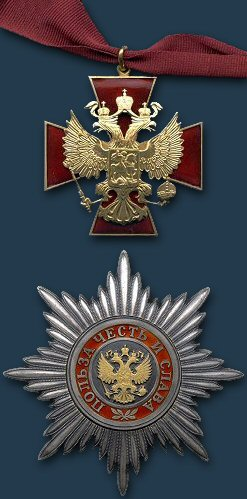
2.ª classe
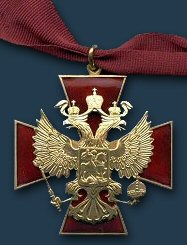
3.ª classe
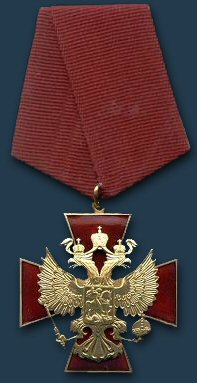
4.ª classe

## Insígnias
| Ordem "Por Mérito à Pátria"     | Ordem "Por Mérito à Pátria" | Ordem "Por Mérito à Pátria" | Ordem "Por Mérito à Pátria" | Ordem "Por Mérito à Pátria" |
|                                 | 1.ª classe                  | 2.ª classe                  | 3.ª classe                  | 3.ª classe                  |
| ------------------------------- | --------------------------- | --------------------------- | --------------------------- | --------------------------- |
| Estrela da ordem                |                             |                             |                             |                             |
| Insígnia da ordem               |                             |                             |                             |                             |
| Insígnia da ordem (com espadas) |                             |                             |                             |                             |
| Barreta da ordem                |                             |                             |                             |                             |
| Barreta da ordem (com espadas)  |                             |                             |                             |                             |
|                                 | 1.ª classe                  | 2.ª classe                  | 3.ª classe                  | 4.ª classe                  |